# Lady Alpine Blue
"Lady Alpine Blue" (tradução em português: "A senhora de azul alpino") foi a canção que representou a Rússia no Festival Eurovisão da Canção 2001 que se realizou em Copenhaga, Dinamarca em 12 de maio desse ano.
A referida canção  foi interpretada em inglês pela banda de rock Mumiy Troll. O vocalista da banda, Ilia Lagutenko, que também tinha escrito a música, apareceu vestido casualmente em uma camisa azul marinho e calças brancas. Foi a sexta canção a ser interpretada na noite do festival, a seguir à canção de Israel "En Davar", interpretada por Tal Sondak e antes da canção da Suécia "Listen To Your Heartbeat", interpretada pela banda Friends. Terminou a competição em 12.º lugar, tendo recebido um total de 37 pontos.

## Autores
- Letrista: Ilia Lagutenko
- Compositor: Ilia Lagutenko

## Letra
A letra da canção é muito incomum, mas, obviamente, uma canção de amor dedicada à misteriosa "Senhora de azul alpino", que parecia ser uma novata em cantores do bairro. O cantor está deixando, mas diz a ela para "continuar a sorrir".

## Outras versões da banda
A banda lançou uma versão em língua russa intitulada "Обещание" (transliterada como "Obješanjije" 

## Curiosidades
Durante a votação, o letão locutor Renars Kaupers de Brainstrom, que foi o representante da Letónia no ano anterior, cumprimentou Mumiy Troll com a exclamação "Viva la rockapops!" exclamação. "Rockapops" "Rockapops" é um termo usado pelo vocalista da banda Ilia Lagutenko para descrever o estilo da música tocada por ele próprio e seus pares. Brainstorm são conhecidos por serem bons amigos da banda Mumiy Troll.